# Guglielmo Aldobrandeschi
Guglielmo Aldobrandeschi (... – 1254) è stato un nobile italiano, conte della dinastia degli Aldobrandeschi.

## Biografia
Figlio di Ildebrandino VIII, fu padre di tre figli; esponente di grande rilievo della famiglia Aldobrandeschi, signori della Maremma; è stato il primo conte di Soana. Il fratello di Guglielmo, Bonifacio Aldobrandeschi, fu invece il primo conte di Santa Fiora, di cui nel canto VI si ricorda la decadenza dovuta alla loro condotta imbelle, a differenza invece delle brillanti opere di Guglielmo.
Il suo impegno militare fu principalmente rivolto a contrastare i forti attacchi ai suoi vasti possedimenti terrieri portati avanti soprattutto dai Senesi. La famiglia Aldobrandeschi fu anti-imperiale e sostenuta dalla Chiesa, ma Dante nell'undicesimo canto del Purgatorio non vuole sottolineare questo aspetto, bensì la loro virtuosa condotta politica.
Guglielmo morì nel 1254.

## Discendenza
Ebbe tre figli, Guglielmo II, Omberto e Ildebrandino il Rosso, la cui morte nel 1284 mise fine alla linea di successione degli Aldobrandeschi del ramo di Sovana.